# Cololejeunea leptolejeuneoides
Cololejeunea leptolejeuneoides là một loài Rêu trong họ Lejeuneaceae. Loài này được (Schiffner) R.M. Schust. mô tả khoa học đầu tiên năm 1963.